# Konstantinápolyi Hippodrom
A Konstantinápolyi Hippodrom (törökül Sultanahmet Meydanı) egy bizánci hippodromosz (lóversenypálya), mely a konstantinápolyi élet egyik központja volt. Ma Isztambul Sultanahmet Meydanı nevű tere; az eredeti építményeknek mindössze egy kis része maradt fenn.
A hippodrom szó a görög hipposz (ló) és dromosz (futás, vágta) szóból ered. Az ókorban közkedvelt sporteseménynek számított a lóverseny és a fogatverseny; a hippodromok elterjedtek voltak a görög, római és bizánci városokban.

## Története

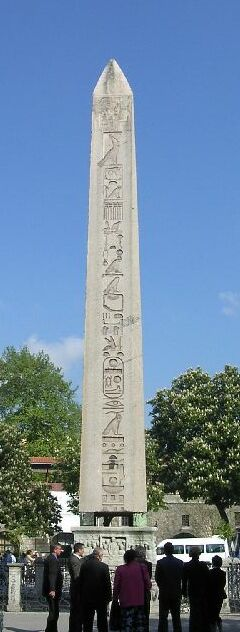
III. Thotmesz fáraó obeliszkje

Bár a Hippodromot leginkább Konstantinápoly fénykorával emlegetik együtt, az első hippodrom még jóval ez előtt épült, amikor a várost még Bizáncnak hívták (görögül Βυζαντιον vagy Byzantion) és még nem volt akkora jelentőségű város, mint amilyenné később vált. 203-ban Septimius Severus római császár kibővítette a várost és építtetett egy arénát a harciszekér-versenyek és más viadalok számára.
324-ben Nagy Konstantin császár úgy döntött, székhelyét Rómából Bizáncba teszi át, melyet Nova Roma (Új Róma) névre keresztelt. Nem sokkal később azonban a város neve Konstantinápoly, „Konstantin városa” lett. Konstantin bővítette és újjáépítette a várost, és felújíttatta a Hippodromot is. Úgy tartják, hogy Konstantin hippodromja 450 méter hosszú és 130 méter széles volt és képes volt 100 000 néző befogadására is. 532-ben itt tört ki a Nika-felkelés.
A Hippodrom versenypályája U alakú volt, a császár négy bronzból készült lovasszoborral díszített páholya a pálya keleti végében helyezkedett el. A szobrokat 1204-ben, a negyedik keresztes hadjárat idején Velencébe küldték, és a Szent Márk-székesegyházon helyezték el – néhány évig az Arc de Triomphe du Carrouselt is díszítették.

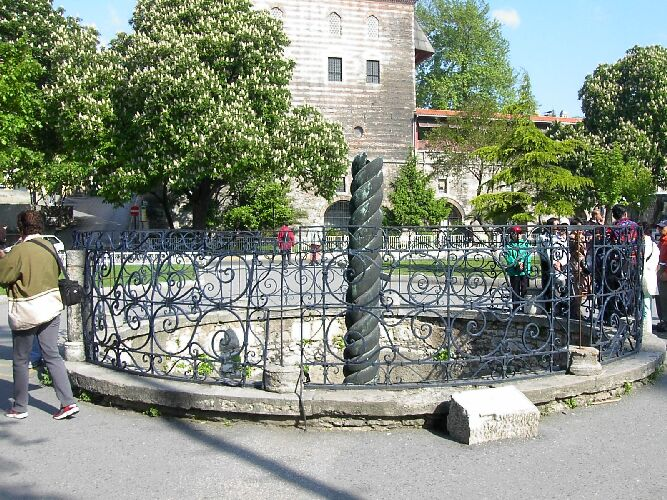
A kígyó-oszlop, a plataiai csatában elesett hősök emlékművének maradványa

Konstantinápoly sohasem tudta igazán kiheverni a negyedik keresztes hadjáratot, és bár a Bizánci Birodalom egészen 1453-ig fennállt, a Hippodromot sosem építették újjá teljesen. Az oszmán törököket nem érdekelte különösebben a versenyzés, így a Hippodrom lassan feledésbe merült, bár a területet nem építették be teljes egészében.

## A Hippodrom emlékművei

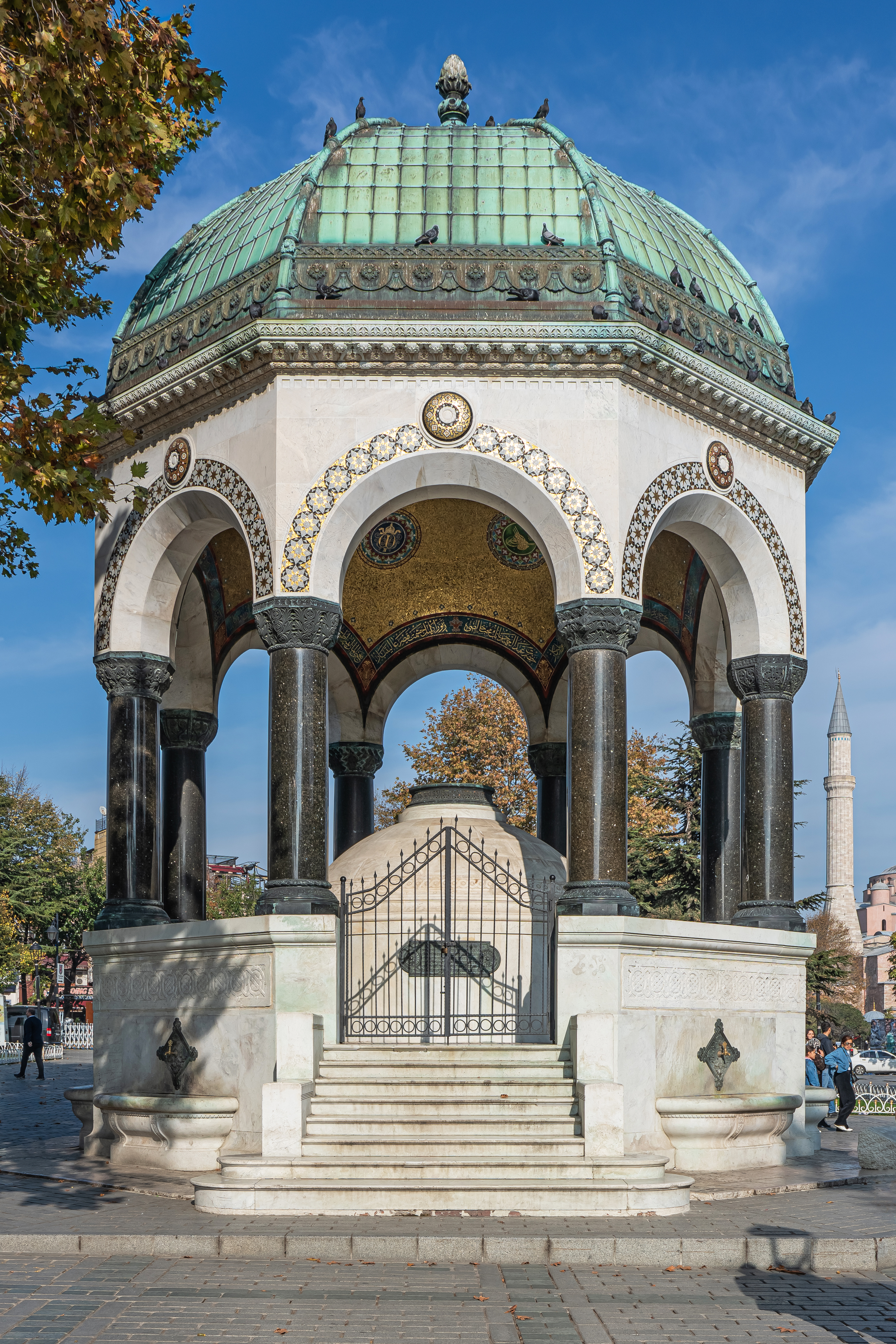
A Német Szökőkút

Konstantin és utódai, a város hírnevének és presztízsének növelése érdekében a birodalom minden részéből műtárgyakat hozattak az új fővárosba. Ezek között található például a Plataia városából származó áldozati tripusz talapzatának egy része, mely a Kr.e. 479-es plataiai csatát hívatott megörökíteni. Konstantin elrendelte, hogy a talapzatot szállítsák át a Delphoi-i Apollo-templomból és állítsák a Hippodrom közepére. Nagy része elveszett vagy elpusztult a negyedik keresztes hadjárat idején. A Kígyó oszlopként ismert része, valamint az egyik kígyó feje maradt fenn az utókornak.
A Hippodrom díszítését I. Theodosius is folytatta, aki 390-ben Egyiptomból hozatott obeliszket és állíttatta a versenypálya közepére. A rózsaszín gránitból faragott obeliszk eredetileg Karnakban állt és kb. i. e. 1490-ből származik, III. Tutmosis fáraó idejéből. Három részre vágva szállították Konstantinápolyba, ezekből csupán a legfelső rész maradt meg, mely most is ugyanott áll, ahová Theodosius állíttatta. Az obeliszk több mint 3500 éves, és meglepően jó állapotban van.
A 10. században VII. Konstantin császár egy másik obeliszket is építtetett a Hippodrom másik végébe, melyet ma Konstantin-obeliszkként ismernek. A kőkockákból épített obeliszket valaha bronz lemezek takarták, ezeket azonban a negyedik keresztes hadjárat idején ellopták.

## A Hippodrom ma
A Hippodromot ma hivatalosan Sultanahmet Térnek hívják, melyet a török hatóságok igyekeznek megőrizni az utókornak. Az eredeti versenypálya vonalát kikövezték, a fennmaradó műemlékek környékét pedig parkosították.
A Német Szökőkút („Vilmos Király Szökőkút”) egy nyolcszögletű boltíves szökőkút, melyet 1900-ban neobizánci stílusban építtetett a német kormány II. Vilmos német császár 1898-as isztambuli látogatásának emlékére. A szökőkút a Hippodrom északi bejáratánál áll, pontosan a Kék Mecset előtt.
A Hippodrom területét sohasem tárták fel szisztematikusan. Egy része az 1980-as években került elő, amikor a területen lévő házak egy részét elbontották. 1993-ban egy másik részen épülő nyilvános illemhely alapozásakor bukkantak a Hippodrom ülősorainak és oszlopainak egy részére, melyeket ma múzeumban tekinthetünk meg.

## Fordítás
- Ez a szócikk részben vagy egészben  a   Hippodrome of Constantinople című angol Wikipédia-szócikk ezen változatának fordításán alapul.  Az eredeti cikk szerkesztőit annak laptörténete sorolja fel. Ez a jelzés csupán a megfogalmazás eredetét és a szerzői jogokat jelzi, nem szolgál a cikkben szereplő információk forrásmegjelöléseként.